# Nils Kijl
Nils Kijl, död 1636, var en svensk krigare. Han skrev sig till godsen Apelnäs och Jöggis i Kegels socken, Estland; Uussari i Nykyrko socken samt Koskis i Vemo socken.

## Biografi
Kijl var son till översten Peder Kijl, och hans hustru Agneta Drake. Födelseåret är okänt, men 1581 inskrevs han som student vid Greifswalds universitet. 1593 utsågs han till hertig Carls kammarjunkare, och 1594 till befallningsman på slottet Tre Kronor i Stockholm med staden och bägge malmarna. 1597 fick han fullmakt att av översyn över dem som reste förbi Vaxholms fästning, 1598 var han på nytt befallningsman över Stockholm, samt Sotholms och Svartlösa härader i Södertörn, samt Sollentuna och Vallentuna härader i Roslagen. 
1602 utsågs han till överste över allt krigsfolket i Finland. Kijl deltog i Dorpats försvar 1603, och förde under ståthållarens frånvaro befälet på Åbo slott vintern 1603-1604. I januari 1604 var Kijl mönsterherre i Finland. Ståthållare på Nyslott och över dess län i juli samma år. Han erhöll fullmakt att rannsaka om ödeshemman i Nyslotts län 1605, men fick avsked 1608 på grund av sjukdom. I december 1609 var han dock åter skattmästare över Finland. 1609-1611 ståthållare på Åbo slott. Han introducerads 1625 å hela släktens vägnar på riddarhuset som ätt no 61.

### Familj
Kijl gifte sig 23 september 1604 med Anna Bengtsdotter (död 1637), dotter till ryttmästaren Bengt Johansson (tre löv) och Carin Björnsdotter (lejon). Anna Bengtsdotter var änka efter ståthållaren Johan Jakobsson Berendes. Kijl och Anna Bengtsdotter fick tillsammans sonen Söffrin Kijl (död före 1620). Hans brorson fick en dotter, med vilken ätten utgick.